# Pablo Galdames Millán
Pablo Ignacio Galdames Millán (Santiago del Cile, 30 dicembre 1996) è un calciatore cileno, centrocampista dell’Independiente, e della nazionale cilena.

## Biografia
È figlio dell'ex calciatore cileno Pablo Galdames ed anche i suoi fratelli minori Thomas e Benjamín sono calciatori, anch'essi formatisi nell'Unión Española.

## Caratteristiche tecniche
È un centrocampista centrale, rapido negli spostamenti laterali e bravo tecnicamente. Di piede destro, può giocare come mezzala sia a destra che a sinistra in un centrocampo a tre, e allo stesso tempo è in grado di giocare anche in una metà campo a due.

## Carriera

### Club
Cresciuto nelle giovanili dell'Unión Española, ha esordito il 14 febbraio 2014 in occasione del match di campionato pareggiato 1-1 contro il Cobreloa.
Nel 2018 è stato acquistato dal Vélez Sarsfield. In tre anni mette insieme 61 presenze e 3 gol tra campionato, Coppa Argentina, Libertadores e Coppa Sudamericana.
Il 2 settembre 2021, passa a titolo definitivo al Genoa, in Serie A, venendo inserito nella lista dei 25 giocatori utilizzabili in campionato il 30 settembre successivo, al posto dell'infortunato Francesco Cassata. Esordisce con il grifone e in massima serie il 22 ottobre, nella sconfitta per 3-2 contro il Torino. Gioca 19 incontri in campionato, rimanendo a Genova anche dopo la retrocessione in Serie B.
In seguito allo scarso impiego nella stagione seguente, il 31 gennaio 2023 Galdames viene ceduto in prestito alla Cremonese, in Serie A, fino al termine della stagione. Fa quindi il suo esordio con i lombardi il giorno seguente, prendendo parte alla vittoria per 1-2 in casa della Roma in Coppa Italia, che permette alla formazione grigio-rossa di raggiungere le semifinali del torneo per la prima volta dopo 36 anni. Il 28 maggio 2023 realizza la sua prima e unica rete con i grigiorossi (oltreché in massima serie) nella sconfitta per 3-2 contro la Lazio.
Tornato al Genoa, nella stagione 2023/2024 vede il campo solo quattro volte in tutto e al termine del mercato invernale viene ceduto ai brasiliani del Vasco da Gama, club della stessa proprietà dei genovesi.

### Nazionale
Con la Nazionale Under-20 di calcio del Cile ha preso parte al Campionato sudamericano di calcio Under-20 2015 disputando un incontro.
Ha esordito con la nazionale cilena l'11 gennaio 2017 in occasione del match di China Cup vinto ai rigori contro la Croazia dopo l'1-1 dei tempi regolamentari.
Nel 2021 è stato convocato per la Copa América.

## Statistiche

### Presenze e reti nei club
Statistiche aggiornate al 28 aprile 2025.
| Stagione                | Squadra                 | Campionato              | Campionato | Campionato | Coppe nazionali | Coppe nazionali | Coppe nazionali | Coppe continentali | Coppe continentali | Coppe continentali | Altre coppe | Altre coppe | Altre coppe | Totale | Totale | Totale |
| Stagione                | Squadra                 | Comp                    | Pres       | Reti       | Comp            | Pres            | Reti            | Comp               | Pres               | Reti               | Comp        | Pres        | Reti        | Pres   | Reti   |        |
| ----------------------- | ----------------------- | ----------------------- | ---------- | ---------- | --------------- | --------------- | --------------- | ------------------ | ------------------ | ------------------ | ----------- | ----------- | ----------- | ------ | ------ | ------ |
| 2013                    | Unión Española B        | SD                      | 1          | 0          | -               | -               | -               | -                  | -                  | -                  | -           | -           | -           | 1      | 0      |        |
| 2013-2014               | Unión Española B        | SD                      | 2          | 0          | -               | -               | -               | -                  | -                  | -                  | -           | -           | -           | 2      | 0      |        |
| Totale Unión Española B | Totale Unión Española B | Totale Unión Española B | 3          | 0          |                 | -               | -               |                    | -                  | -                  |             | -           | -           | 3      | 0      |        |
| 2013-2014               | Unión Española          | PD                      | 2          | 0          | CC              | 0               | 0               | CL                 | 0                  | 0                  | -           | -           | -           | 2      | 0      |        |
| 2014-2015               | Unión Española          | PD                      | 16         | 1          | CC              | 1               | 0               | -                  | -                  | -                  | -           | -           | -           | 17     | 1      |        |
| 2015-2016               | Unión Española          | PD                      | 26         | 1          | CC              | 10              | 1               | -                  | -                  | -                  | -           | -           | -           | 36     | 2      |        |
| 2016-2017               | Unión Española          | PD                      | 25         | 2          | CC              | 4               | 0               | CL                 | 4                  | 0                  | -           | -           | -           | 33     | 2      |        |
| 2017                    | Unión Española          | PD                      | 13         | 0          | CC              | 0               | 0               | -                  | -                  | -                  | -           | -           | -           | 13     | 0      |        |
| gen.-ago. 2018          | Unión Española          | PD                      | 15         | 0          | CC              | 2               | 0               | CS                 | 2                  | 0                  | -           | -           | -           | 19     | 0      |        |
| Totale Unión Española   | Totale Unión Española   | Totale Unión Española   | 97         | 4          |                 | 17              | 1               |                    | 6                  | 0                  |             | -           | -           | 120    | 5      |        |
| 2018-2019               | Vélez Sarsfield         | PD                      | 11         | 1          | CA+CdS          | 1+3             | 0               | -                  | -                  | -                  | -           | -           | -           | 15     | 1      |        |
| 2019-2020               | Vélez Sarsfield         | PD                      | 14         | 0          | CA+CdS+CdL      | 2+1+9           | 1+0+0           | CS                 | 6                  | 0                  | -           | -           | -           | 32     | 1      |        |
| gen.-ago. 2021          | Vélez Sarsfield         | PD                      | -          | -          | CA+CdL          | 0+11            | 0               | CL                 | 5                  | 1                  | -           | -           | -           | 16     | 1      |        |
| Totale Vélez Sarsfield  | Totale Vélez Sarsfield  | Totale Vélez Sarsfield  | 25         | 1          |                 | 27              | 1               |                    | 11                 | 1                  |             | -           | -           | 63     | 3      |        |
| 2021-2022               | Genoa                   | A                       | 19         | 0          | CI              | 1               | 0               | -                  | -                  | -                  | -           | -           | -           | 20     | 0      |        |
| 2022-gen. 2023          | Genoa                   | B                       | 4          | 0          | CI              | 2               | 0               | -                  | -                  | -                  | -           | -           | -           | 6      | 0      |        |
| gen.-giu. 2023          | Cremonese               | A                       | 13         | 1          | CI              | 2               | 0               | -                  | -                  | -                  | -           | -           | -           | 15     | 1      |        |
| 2023-2024               | Genoa                   | A                       | 2          | 0          | CI              | 2               | 0               | -                  | -                  | -                  | -           | -           | -           | 4      | 0      |        |
| Totale Genoa            | Totale Genoa            | Totale Genoa            | 25         | 0          |                 | 5               | 0               |                    | -                  | -                  |             | -           | -           | 30     | 0      |        |
| 2024                    | Vasco da Gama           | A1/RJ+A                 | 7+18       | 1+0        | CB              | 5               | 1               | -                  | -                  | -                  | -           | -           | -           | 30     | 2      |        |
| 2025                    | Independiente           | PD                      | 10         | 1          | CA              | 1               | 0               | CS                 | 3                  | 2                  | -           | -           | -           | 14     | 3      |        |
| Totale carriera         | Totale carriera         | Totale carriera         | 198        | 8          |                 | 57              | 3               |                    | 20                 | 3                  |             | -           | -           | 275    | 14     |        |

### Cronologia presenze e reti in nazionale
| Cronologia completa delle presenze e delle reti in nazionale ― Cile | Cronologia completa delle presenze e delle reti in nazionale ― Cile | Cronologia completa delle presenze e delle reti in nazionale ― Cile | Cronologia completa delle presenze e delle reti in nazionale ― Cile | Cronologia completa delle presenze e delle reti in nazionale ― Cile | Cronologia completa delle presenze e delle reti in nazionale ― Cile | Cronologia completa delle presenze e delle reti in nazionale ― Cile | Cronologia completa delle presenze e delle reti in nazionale ― Cile |
| Data                                                                | Città                                                               | In casa                                                             | Risultato                                                           | Ospiti                                                              | Competizione                                                        | Reti                                                                | Note                                                                |
| ------------------------------------------------------------------- | ------------------------------------------------------------------- | ------------------------------------------------------------------- | ------------------------------------------------------------------- | ------------------------------------------------------------------- | ------------------------------------------------------------------- | ------------------------------------------------------------------- | ------------------------------------------------------------------- |
| 11-1-2017                                                           | Nanning                                                             | Cile                                                                | 1 – 1 dts (5 – 2 dtr)                                               | Croazia                                                             | Amichevole                                                          | -                                                                   | 82’                                                                 |
| 15-1-2017                                                           | Nanning                                                             | Islanda                                                             | 0 – 1                                                               | Cile                                                                | Amichevole                                                          | -                                                                   | 71’                                                                 |
| 27-3-2021                                                           | Rancagua                                                            | Cile                                                                | 2 – 1                                                               | Bolivia                                                             | Amichevole                                                          | -                                                                   | 16’                                                                 |
| 3-6-2021                                                            | Santiago del Estero                                                 | Argentina                                                           | 1 – 1                                                               | Cile                                                                | Qual. Mondiali 2022                                                 | -                                                                   | 2’ 65’                                                              |
| 14-6-2021                                                           | Rio de Janeiro                                                      | Argentina                                                           | 1 – 1                                                               | Cile                                                                | Coppa America 2021 - 1º turno                                       | -                                                                   | 89’                                                                 |
| 24-6-2021                                                           | Brasilia                                                            | Cile                                                                | 0 – 2                                                               | Paraguay                                                            | Coppa America 2021 - 1º turno                                       | -                                                                   | 68’                                                                 |
| 5-9-2021                                                            | Quito                                                               | Ecuador                                                             | 0 – 0                                                               | Cile                                                                | Qual. Mondiali 2022                                                 | -                                                                   | 46’                                                                 |
| 14-10-2021                                                          | Santiago del Cile                                                   | Cile                                                                | 3 – 0                                                               | Venezuela                                                           | Qual. Mondiali 2022                                                 | -                                                                   | 84’                                                                 |
| 1-2-2022                                                            | La Paz                                                              | Bolivia                                                             | 2 – 3                                                               | Cile                                                                | Qual. Mondiali 2022                                                 | -                                                                   | 87’                                                                 |
| 6-6-2022                                                            | Daejeon                                                             | Corea del Sud                                                       | 2 – 0                                                               | Cile                                                                | Amichevole                                                          | -                                                                   | 68’                                                                 |
| 10-6-2022                                                           | Kobe                                                                | Cile                                                                | 0 – 2                                                               | Tunisia                                                             | Kirin Cup                                                           | -                                                                   |                                                                     |
| 14-6-2022                                                           | Suita                                                               | Cile                                                                | 0 – 0 (1 – 3 dtr)                                                   | Ghana                                                               | Kirin Cup                                                           | -                                                                   | 59’ 81’                                                             |
| Totale                                                              |                                                                     | Presenze                                                            | 12                                                                  |                                                                     | Reti                                                                | 0                                                                   |                                                                     |